# 罗智 (明朝宦官)
罗智（1375年10月20日—1448年9月28日），广西柳州迁江人，洪熙时的内官监太监，宣德、正统时的南京守备太监。曾捐資修建安德乡的静明寺。

## 生平
洪武八年（1375年）出生。
洪武十八年（1385年），选入内廷。
洪武二十七年（1394年），任内承运库大使。
永乐十四年（1416年），任职内官监。
洪熙元年（1425年），升为内官监太监，赏赐龙山田地十六顷，免除税粮缴纳。
宣德元年（1426年），任南京守备太监。
正统元年（1436年），明英宗亲自敕书褒奖他的忠勤，赏赐白金一百两，彩段四表里。
正统十三年（1448年）去世，享年七十四岁。

## 亲属
- 罗秀（父）
- 李氏（母）
- 罗喜（养子）
- 罗铭（养子）
- 罗祥（养子）